# Sandro Reyes
Sandro Miguel Reyes Sison (ur. 29 marca 2003 w Makati) – filipiński piłkarz grający na pozycji pomocnika w klubie FC Gütersloh.

## Kariera juniorska
Reyes grał jako junior w FC Barcelona (2012–2015), FC Santboià (2015–2016) i UE Sants (2016–2021).

## Kariera seniorska

### Filipińskie kluby
Reyes grał w Azkals Development Team w latach 2021–2022 i w Kaya FC–Iloilo w latach 2022–2023.

### SpVgg Greuther Fürth II
Reyes przeszedł do rezerw SpVgg Greuther Fürth 31 stycznia 2023. Zadebiutował u nich 25 lutego 2023 w meczu z Viktorią Aschaffenburg (3:0). Pierwszą bramkę zdobył 6 kwietnia 2023 w wygranym 2:1 spotkaniu przeciwko DJK Vilzing. Łącznie rozegrał dla nich 39 meczów i strzelił 2 gole.

### FC Gütersloh
Reyes przeniósł się do FC Gütersloh 15 sierpnia 2024. Debiut dla nich zaliczył 17 sierpnia 2024 w zremisowanym 2:2 spotkaniu przeciwko Türksporowi Dortmund, zagrał wtedy jednak tylko jedną minutę, ponieważ dostał czerwoną kartkę. Pierwszego gola strzelił 4 października 2024 w meczu z SC Wiedenbrück (3:1).

## Kariera reprezentacyjna

### Młodzieżowe reprezentacje Filipin
Reyes rozegrał 4 mecze (bez bramek) dla reprezentacji Filipin U-15 i 5 meczów (jeden gol) dla reprezentacji Filipin U-16. W 2022 dwukrotnie zagrał w kadrze Filipin U-19 i trzykrotnie w reprezentacji Filipin U-20. W latach 2021–2022 występował w reprezentacji Filipin U-23. Rozegrał dla niej 9 meczów i strzelił jednego gola.

### Filipiny
Reyes zadebiutował w seniorskiej reprezentacji Filipin 18 grudnia 2021 w meczu z Mjanmą (3:2). Pierwszą bramkę zdobył 23 grudnia 2022 w wygranym 5:1 spotkaniu przeciwko Brunei.

### Bramki w reprezentacji
| Lp. | Data            | Miejsce                               | Przeciwnik | Bramka | Rezultat | Ranga meczu              |
| --- | --------------- | ------------------------------------- | ---------- | ------ | -------- | ------------------------ |
| 1.  | 23 grudnia 2022 | Rizal Memorial Stadium, Manila        | Brunei     | 2:0    | 5:1      | Mistrzostwa ASEAN 2022   |
| 2.  | 15 grudnia 2024 | Nowy Stadion Narodowy Laosu, Wientian | Laos       | 1:1    | 1:1      | Mistrzostwa ASEAN 2024   |
| 3.  | 27 grudnia 2024 | Rizal Memorial Stadium, Manila        | Tajlandia  | 1:0    | 2:1      | Mistrzostwa ASEAN 2024   |
| 4.  | 25 marca 2025   | Stadion New Clark City, Capas         | Malediwy   | 4:1    | 4:1      | el. do Pucharu Azji 2027 |